# Liga ACB 1984-1985
La Liga ACB 1984-1985 è stata la 29ª edizione del massimo campionato spagnolo di pallacanestro maschile. La vittoria finale è stata ad appannaggio del Real Madrid.

## Risultati

### Stagione regolare

#### Prima fase

##### Grupo Impar
|    | Squadra               | G  | V  | P  | PF    | PS    | Qualificazione |
| -- | --------------------- | -- | -- | -- | ----- | ----- | -------------- |
| 1. | Real Madrid           | 14 | 13 | 1  | 1.348 | 1.122 | Grupo A-1      |
| 2. | Ron Negrita Joventut  | 14 | 12 | 2  | 1.336 | 1.163 | Grupo A-1      |
| 3. | Breogán Caixa Galicia | 14 | 7  | 7  | 1.159 | 1.223 | Grupo A-1      |
| 4. | Caja de Álava         | 14 | 6  | 8  | 1.202 | 1.272 | Grupo A-1      |
| 5. | OAR Ferrol            | 14 | 5  | 9  | 1.212 | 1.213 | Grupo A-2      |
| 6. | Lucky Canarias        | 14 | 5  | 9  | 1.148 | 1.211 | Grupo A-2      |
| 7. | Estudiantes           | 14 | 5  | 9  | 1.200 | 1.274 | Grupo A-2      |
| 8. | Cajamadrid            | 14 | 3  | 11 | 1.208 | 1.335 | Grupo A-2      |

##### Grupo par
|    | Squadra             | G  | V  | P  | PF    | PS    | Qualificazione |
| -- | ------------------- | -- | -- | -- | ----- | ----- | -------------- |
| 1. | Barcellona          | 14 | 12 | 2  | 1.355 | 1.205 | Grupo A-1      |
| 2. | Fórum Valladolid    | 14 | 10 | 4  | 1.194 | 1.167 | Grupo A-1      |
| 3. | Licor 43            | 14 | 8  | 6  | 1.277 | 1.163 | Grupo A-1      |
| 4. | Cacaolat Granollers | 14 | 7  | 7  | 1.132 | 1.168 | Grupo A-1      |
| 5. | CAI Saragozza       | 14 | 7  | 7  | 1.255 | 1.255 | Grupo A-2      |
| 6. | Caja de Ronda       | 14 | 6  | 8  | 1.254 | 1.299 | Grupo A-2      |
| 7. | RCD Español         | 14 | 4  | 10 | 1.132 | 1.239 | Grupo A-2      |
| 8. | Collado Villalba    | 14 | 2  | 12 | 1.190 | 1.293 | Grupo A-2      |

#### Seconda fase

##### Grupo A-1
|    | Squadra               | G  | V  | P  | PF    | PS    | Qualificazione |
| -- | --------------------- | -- | -- | -- | ----- | ----- | -------------- |
| 1. | Real Madrid           | 14 | 14 | 0  | 1.340 | 1.063 | playoff        |
| 2. | Barcellona            | 14 | 11 | 3  | 1.322 | 1.231 | playoff        |
| 3. | Ron Negrita Joventut  | 14 | 9  | 5  | 1.250 | 1.129 | playoff        |
| 4. | Licor 43              | 14 | 8  | 6  | 1.281 | 1.273 | playoff        |
| 5. | Fórum Valladolid      | 14 | 5  | 9  | 1.140 | 1.228 | playoff        |
| 6. | Cacaolat Granollers   | 14 | 4  | 10 | 1.129 | 1.198 | playoff        |
| 7. | Breogán Caixa Galicia | 14 | 3  | 11 | 1.092 | 1.314 | playoff        |
| 8. | Caja de Álava         | 14 | 2  | 12 | 1.225 | 1.343 | playoff        |

##### Grupo A-2
|     | Squadra          | G  | V  | P  | PF    | PS    | Qualificazione |
| --- | ---------------- | -- | -- | -- | ----- | ----- | -------------- |
| 9.  | Estudiantes      | 14 | 12 | 2  | 1.249 | 1.160 | playoff        |
| 10. | OAR Ferrol       | 14 | 9  | 5  | 1.305 | 1.285 | playoff        |
| 11. | RCD Español      | 14 | 8  | 6  | 1.203 | 1.187 | playoff        |
| 12. | CAI Saragozza    | 14 | 8  | 6  | 1.242 | 1.182 | playoff        |
| 13. | Cajamadrid       | 14 | 7  | 7  | 1.228 | 1.216 | playout        |
| 14. | Lucky Canarias   | 14 | 5  | 9  | 1.186 | 1.219 | playout        |
| 15. | Caja de Ronda    | 14 | 5  | 9  | 1.225 | 1.307 | playout        |
| 16. | Collado Villalba | 14 | 2  | 12 | 1.182 | 1.294 | playout        |

### Play-out
|  | Semifinali | Semifinali        | Semifinali |               |     | Finale     | Finale | Finale |  |
|  |            |                   |            |               |     |            |        |        |  |
|  | 13.        | Cajamadrid        | 2          |               |     |            |        |        |  |
|  | 13.        | Cajamadrid        | 2          |               |     |            |        |        |  |
|  | 16.        | Collado Villalba  | 1          |               |     |            |        |        |  |
|  | 16.        | Collado Villalba  | 1          |               | 13. | Cajamadrid | 2      |        |  |
|  |            |                   |            |               | 13. | Cajamadrid | 2      |        |  |
|  |            |                   | 15.        | Caja de Ronda | 0   |            |        |        |  |
|  | 14.        | Canarias Tenerife | 15.        | Caja de Ronda | 0   | 0          |        |        |  |
|  | 14.        | Canarias Tenerife |            |               |     |            |        |        |  |
|  | 15.        | Caja de Ronda     | 2          |               |     |            |        |        |  |

Verdetti: Collado Villalba, Lucky Canarias e Caja de Ronda retrocesse nella Primera División B

## Playoff
|  | Primo turno          | Primo turno        |                  |                      | Quarti di finale | Quarti di finale |   |  | Semifinali | Semifinali |  |  | Finale | Finale |
|  |                      |                    |                  |                      |                  |                  |   |  |            |            |  |  |        |        |
|  |                      |                    |                  |                      |                  |                  |   |  |            |            |  |  |        |        |
|  |                      |                    |                  |                      |                  |                  |   |  |            |            |  |  |        |        |
|  | 1. Real Madrid       | 2                  |                  |                      |                  |                  |   |  |            |            |  |  |        |        |
|  | 1. Real Madrid       | 2                  | 8. Caja de Àlava | 0                    |                  |                  |   |  |            |            |  |  |        |        |
|  |                      | 9. Estudiantes     | 8. Caja de Àlava | 0                    | 1                |                  |   |  |            |            |  |  |        |        |
|  | 9. Estudiantes       | 9. Estudiantes     | 2                |                      | 1                | 1. Real Madrid   | 2 |  |            |            |  |  |        |        |
|  | 9. Estudiantes       |                    | 2                |                      |                  | 1. Real Madrid   | 2 |  |            |            |  |  |        |        |
|  |                      |                    |                  | 4. Santa Coloma      | 0                |                  |   |  |            |            |  |  |        |        |
|  | 4. Santa Coloma      | 2                  |                  | 4. Santa Coloma      | 0                |                  |   |  |            |            |  |  |        |        |
|  | 4. Santa Coloma      | 2                  | 5. Valladolid    | 1                    |                  |                  |   |  |            |            |  |  |        |        |
|  |                      | 12. C.B. Saragozza | 5. Valladolid    | 1                    | 0                |                  |   |  |            |            |  |  |        |        |
|  | 12. C.B. Saragozza   | 12. C.B. Saragozza | 2                |                      | 0                | 1. Real Madrid   | 2 |  |            |            |  |  |        |        |
|  | 12. C.B. Saragozza   |                    | 2                |                      |                  | 1. Real Madrid   | 2 |  |            |            |  |  |        |        |
|  |                      |                    |                  | 3. Joventut Badalona | 1                |                  |   |  |            |            |  |  |        |        |
|  | 2. Barcellona        | 2                  |                  | 3. Joventut Badalona | 1                |                  |   |  |            |            |  |  |        |        |
|  | 2. Barcellona        | 2                  | 7. Breogán       | 2                    |                  |                  |   |  |            |            |  |  |        |        |
|  |                      | 7. Breogán         | 7. Breogán       | 2                    | 0                |                  |   |  |            |            |  |  |        |        |
|  | 10. OAR Ferrol       | 7. Breogán         | 0                |                      | 0                | 2. Barcellona    | 1 |  |            |            |  |  |        |        |
|  | 10. OAR Ferrol       |                    | 0                |                      |                  | 2. Barcellona    | 1 |  |            |            |  |  |        |        |
|  |                      |                    |                  | 3. Joventut Badalona | 2                |                  |   |  |            |            |  |  |        |        |
|  | 3. Joventut Badalona | 2                  |                  | 3. Joventut Badalona | 2                |                  |   |  |            |            |  |  |        |        |
|  | 3. Joventut Badalona | 2                  | 6. Granollers    | 2                    |                  |                  |   |  |            |            |  |  |        |        |
|  |                      | 6. Granollers      | 6. Granollers    | 2                    | 1                |                  |   |  |            |            |  |  |        |        |
|  | 11. Espanyol         | 6. Granollers      | 0                |                      | 1                |                  |   |  |            |            |  |  |        |        |
|  | 11. Espanyol         |                    | 0                |                      |                  |                  |   |  |            |            |  |  |        |        |

| Liga ACB 1984-1985     |
| ---------------------- |
| Real Madrid 24º titolo |

## Formazione vincitrice
| N° | Naz.                   | Ruolo | Sportivo                    |  | Alt. |  |
| -- | ---------------------- | ----- | --------------------------- |  | ---- |  |
| 4  | Stati Uniti (bandiera) | AG    | Wayne Robinson              |  | 203  |  |
| 5  | Spagna (bandiera)      | AP    | Alfonso del Corral          |  | 192  |  |
| 6  | Spagna (bandiera)      | C     | Fernando Romay              |  | 213  |  |
| 7  | Spagna (bandiera)      | AP    | José Biriukov               |  | 194  |  |
| 8  | Spagna (bandiera)      | P     | Francisco José Velasco      |  | 185  |  |
| 9  | Spagna (bandiera)      | C     | Antonio Martín Espina       |  | 203  |  |
| 10 | Spagna (bandiera)      | AC    | Fernando Martín             |  | 206  |  |
| 11 | Spagna (bandiera)      | P     | Juan Antonio Corbalán       |  | 184  |  |
| 12 | Spagna (bandiera)      | C     | Rafael Rullán               |  | 207  |  |
| 14 | Spagna (bandiera)      | AG    | Juan Manuel López Iturriaga |  | 194  |  |
| 15 | Stati Uniti (bandiera) | AG    | Brian Jackson               |  | 203  |  |
|    | Spagna (bandiera)      | All.  | Lolo Sainz                  |  |      |  |